# Nishida Kazuto
Kazuto Nishida (sinh ngày 28 tháng 4 năm 1998) là một cầu thủ bóng đá người Nhật Bản.

## Sự nghiệp câu lạc bộ
Kazuto Nishida đã từng chơi cho Gamba Osaka.